# Tricentrus albescens
Tricentrus albescens är en insektsart som beskrevs av William D. Funkhouser. Tricentrus albescens ingår i släktet Tricentrus och familjen hornstritar. Inga underarter finns listade i Catalogue of Life.